# Getting Things Done

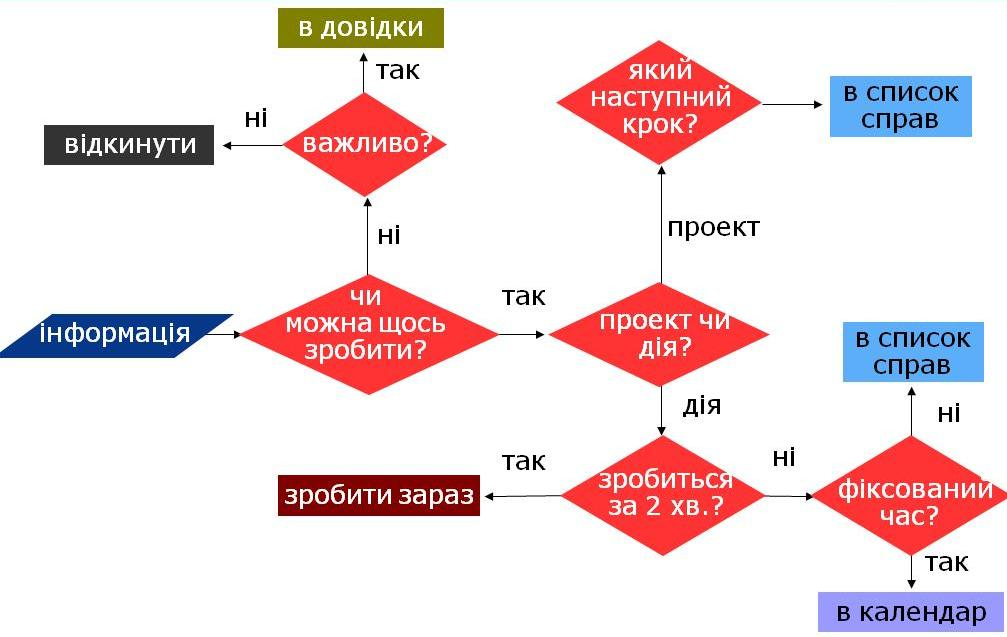
Алгоритм обробки вхідних повідомлень згідно з методикою Getting Things Done.

Getting Things Done (GTD) (укр. впоратися зі справами) — методика підвищення особистої ефективності, створена консультантом Девідом Аланом, і описана в його однойменній книзі.
Метод базується на ідеї, що для ефективнішого планування ніж природне людині необхідно залучати додаткові засоби, а саме зовнішні носії інформації і додаткові методики систематизації. У природний спосіб люди використовують для планування префронтальну кору мозку.
Типові проблеми, що виникають при плануванні:
- прокрастинація
- непродуктивне зациклювання на багатьох проблемах одночасно
- складність у визначенні пріоритетів
- складність планування за змінних або невідомих умов
- недотримання задуманого плану

## Методологія
Розум звільняється від роботи запам'ятовування всього, що необхідно зробити, і може концентруватися на власне виконанні цих завдань.

## Основні кроки
Обробка потоку вхідної інформації передбачає такі кроки:

### 1. Збір даних (англ.Collect)
Ефективна робота починається зі збору абсолютно всіх незроблених чи незакінчених справ. Сюди входить збір зовнішніх повідомлень, поточних задач, будь-яких елементів вашого світу (паперів, тощо), які містять в собі нагадування про незавершені справи. Також, треба вивантажити з голови все, що ви намагались пам'ятати про ті чи інші справи.
Необхідні дії — відкласти всі справи вбік, і виписати всі справи, питання, проекти, завдання, ідеї та інші речі, які спадають на думку. Записувати доти, поки не з'являтиметься нових думок. Як результат, розум звільняється від зациклювання. Список справ перенесений на «зовнішній носій» і готовий для подальшого опрацювання.

### 2. Прояснення (англ.Clarify)
На цьому етапі потрібно пройтися по всіх записаних справах і для кожного з них поставити собі кілька питань. Для цього існує спеціальних алгоритм обробки (див. ілюстрацію).
Найважливіші питання: (1) як виглядає ідеальний кінцевий результат, та (2) яка конкретна наступна дія? Під наступною дією тут розуміється конкретна фізична дія "алокація чи ре-алокація фізичних ресурсів, яка дозволяє рухатись в бік кінцевого результату".

### 3. Організація (англ.Organize)
Далі можна всі наступні кроки організовувати за контекстом їхнього виконання. Основна помилка більшості людей полягає в тому, що вони переходять до організації, оминаючи стадію прояснення, і їхні списки задач перетворюються на набір незрозумілих різнорідних побажань.

### 4. Перегляд (англ.Review)
Найважливіший етап, з точки зору самого Девіда Алена - це регулярний перегляд системи, щоб підтримувати її в робочому поточному стані.

### 5. Виконання (англ.Do)
Якщо до цього було зроблено все правильно, то на даному етапі є просте і зрозуміле завдання.
Тож, по суті, весь метод зводиться до побудови алгоритму виконання всіх поточних завдань, що стоять перед людиною, із конкретним описом кожного кроку, що треба зробити, і з обов'язковим записування алгоритму.

## Програмне забезпечення для методу
Для реалізації методу у електронному вигляді створено немало програм, зокрема і для мобільних пристроїв.

## Критика та обмеження
З ряду причин, насамперед через брак такої цінності у індивіда як особиста ефективність, або через невіру у власні сили, або недооцінення можливості досягти свої глобальні цілі, метод може не привести до бажаних цілей.